# 香取神社 (さいたま市岩槻区大谷)
香取神社（かとりじんじゃ）は、埼玉県さいたま市岩槻区の神社。

## 歴史
創建年代は不明である。ただ江戸時代後期の地誌『新編武蔵風土記稿』には掲載されていることから、少なくとも江戸時代後期には既に存在していたものと推測される。
「観音寺」が別当寺であった。観音寺は越谷市の一乗院を本寺とする真言宗の寺院であったが、明治初期の神仏分離により、廃寺に追い込まれた。廃寺後は公民館になっている。
1872年（明治5年）、近代社格制度に基づく「村社」に列せられ、1907年（明治40年）の神社合祀により、周辺の「神明社」が合祀された。

## 交通アクセス
- 路線バス下飯塚停留所より徒歩15分。